# チェリーの果実
チェリーの果実（チェリーのかじつ）は、オスカープロモーションに所属していたお笑いコンビ。
「チェリカジ」の略称で言われることもあった。

## メンバー
- ヨシダ マチコ（1986年7月4日（38歳） - ）
本名は吉田 真知子（よしだ まちこ）
ツッコミ担当。
神奈川県出身。身長157cm、血液型O型。
特技はトランペット、クラリネット、ピアノ など。
「ごちこ」の名前でピン芸人の活動をしていたことがあり、R-1ぐらんぷり2009では「チェリーのMAX」の名前で出場。

- ムラキ ミナミ（1987年2月17日（38歳） - ）
本名は村木 みなみ（むらき みなみ）
ボケ担当。
神奈川県出身。身長159cm。
特技はクラリネット。持っている資格は英語検定3級など。
実家はアパレルの会社を営んでいる[1]。
ピン芸人「桜ん坊ヘタ子」としてライブに出演したこともある。「第4回芸人ウォーズ」（2008年5月4日、なかの芸能小劇場）では、指揮者に扮した音楽ネタなどをやっていた。この他、この名前でR-1ぐらんぷり2009にも出場。

## 来歴
2人は小学生の時からの幼馴染同士である。
2004年10月、ともに高校生だった時にワタナベコメディスクールに1期生として入学（2005年9月卒業）。第1回ワタナベエンターテインメントの『お笑いメジャーリーグ計画』で準グランプリを受賞。
フリーで活動した後、2007年7月からオスカープロモーションのお笑いライブに出演、その後オスカープロに所属となる。
姉御ぉゆりか、めっちぇん、ラブ子（元ラブリーミントで、後のピン芸人・水戸とみ）、牧野ステテコとの5組7人によるユニット「ご褒美ガールズ」でも活動したことがある。なお、姉御ぉゆりか、ラブ子、牧野ステテコはワタナベコメディスクールの同期生(1期生)、めっちぇんの菰岡真実は後輩（2期生）である。
2009年9月に解散を発表、同年9月10日の『笑品開発ライブ』（野方区民ホール）がライブでは最後の出演となり、その後数本の営業などの仕事を経た後に活動を終了。ただ、同年10月から『オナゴコロ』（サンテレビ）のレギュラー出演が始まったため、正式には同番組の2人での出演が終了したのと同時に活動終了となっている。
2009年12月に、ヨシダマチコ（マチ）は、ちゃこ（元すきゃんぴ）と『ねことら』を結成。2010年1月8日のライブ『ガールズガーデン新春スペシャル』（Studio twl）がねことらとしての初出演となった。その後もマチはねことらメンバーとしてオスカープロモーションに所属、オスカープロお笑いライブなどに出演していた。2010年3月に『ねことら』は解散。

## 芸風
以前は、笑顔が多いムラキのボケに対し、あまり表情を変えないヨシダのツッコミが特徴の漫才などを演じ、ボケられるたびにヨシダが「ブ～～!」と言うなどして背中から後ろへ倒れるというリアクションもしていた。この時は、最後に「そう～だって～私たち、○○○ですから～」などの台詞を発するものや、二人一緒に後ろへ倒れるというなどの締めのパターンがあった。
その後、二人でギャルに扮してギャル語を多用するコント、「○○○（有名人など）のアゲアゲコール」のリズム芸のネタ、などが定番ネタとなっていた。

## 出演
テレビ
- 先端研 （日本テレビ）
- エンタの天使（2009年3月4日（第9回）、日本テレビ）キャッチコピーは「DOWN系アゲギャ拍子（リズム）」
- スポーツ笑タイム☆スポワラ （J SPORTS）
- オナゴコロ（サンテレビ）「教えてage嬢」コーナーのレギュラーパーソナリティ。2009年10月からしばらくの間は2人で、その後はマチ（ヨシダマチコ）のみ出演。

インターネットテレビ
- Seijiのうぶ毛のじかん（2008年1月11日、あっ!とおどろく放送局）ムラキミナミのみ

ラジオ
- Music School Bus（FM湘南ナパサ） - 2008年1月31日

## 掲載雑誌
- Audition（白夜書房）
- お笑いポポロ（麻布台出版社）